# An Unfinished Life
An Unfinished Life (tạm dịch: Một cuộc đời dang dở) là một bộ phim chính kịch Mỹ năm 2005 do Lasse Hallström đạo diễn và dựa trên tiểu thuyết cùng tên của Mark Spragg. Phim có sự tham gia của Robert Redford, Jennifer Lopez và Morgan Freeman. Bộ phim là một câu chuyện về Einar (Redford), một chủ trang trại cộc cằn ở tiểu bảng Wyoming, người phải hàn gắn mối quan hệ với người con dâu đang gặp khó khăn của mình (Lopez) và đứa cháu gái mà ông chưa hề biết đến, sau khi họ xuất hiện bất ngờ tại trang trại của ông để xin được ở nhờ cùng ông và người hàng xóm, cũng là người bạn thân bị tật.

## Nội dung phim
Một năm trước, một con gấu đã ăn trộm một con bê từ trang trại của Mitch (Morgan Freeman thủ vai) và Einar (Robert Redford thủ vai). Hai người đã cố gắng cứu con bê, nhưng con gấu tấn công Mitch dữ dội và gây cho ông một vết thương nặng - và vì Einar say rượu nên ông đã không cứu được Mitch. Sau đó con gấu trốn vào núi.
Một năm sau, những vết thương của Mitch vẫn khiến ông đau đớn triền miên. Einar chăm sóc Mitch hàng ngày, tiêm morphin cho bạn, nấu ăn và trò chuyện với Mitch. Einar luôn cảm thấy mình có lỗi vì không cứu được bạn, trong khi Mitch chật vật với đôi nạng thật sự. Con gấu sau đó được nhìn thấy đang kiếm thức ăn trong thị trấn. Cảnh sát trưởng Crane Curtis (Josh Lucas thủ vai) bắt được nó và cuối cùng con gấu bị đưa vào vườn thú thị trấn. Cùng lúc đó, Jean (Jennifer Lopez thủ vai), cô con dâu thất lạc lâu năm của Einar xuất hiện trước cửa nhà ông.
Jean và đứa gái nhỏ của cô, Griff (Becca Gardner), chuyển đến sống với Einar và Mitch. Con trai của Einar, Griffin, đã kết hôn với Jean nhiều năm trước. Sau khi Griffin mất trong một vụ tai nạn xe hơi, Jean phát hiện mình có bầu Griff. Từ sau đó, cả gia đình tan rã. Tuy đều thương tiếc cho con, cho chồng của mình, giữa Einar và Jean bắt đầu xuất hiện những căng thẳng giành cho nhau. Einar luôn cho rằng chính Jean đã gây ra cái chết của con trai ông
Kể từ khi Griffin mất, Jean cũng có nhiều mối quan hệ nhưng không cái nào có kết quả tốt. Cô chuyển đến sống với Einar để thoát khỏi bàn tay của gã bạn trai bạo lực, Gary (Damian Lewis thủ vai). Jean bắt đầu làm việc tại một quán cà phê địa phương để kiếm tiền tự lập. Ở đó, cô kết bạn với Nina, một cô hầu bàn (Camryn Manheim thủ vai). Cảnh sát trưởng địa phương Crane cũng trở thành bạn của cô.
Trong khi đó, Gary đã lần ra Jean và đến thị trấn nơi Jean và con gái đang ở. Ban đầu, Einar và cảnh sát trưởng ném anh ta ra khỏi thị trấn. Einar yêu cầu Jean kể cho ông biết con trai ông, Griffin, đã chết như thế nào. Jean nói rằng lúc đó họ đã tung một đồng xu để xác định ai sẽ lái xe, và cô đã thua. 3 giờ sáng, cả hai đều đã mệt mỏi nhưng vẫn lên đường cho chặng cuối cùng của một chuyến đi dài. Jean ngủ gật bên tay lái. Chiếc xe bị lật sáu vòng. Griffin chết, nhưng Jean sống sót. Khi Einar biết sự thật về cái chết của con trai mình, ông nói rằng sáng hôm sau sẽ nói chuyện với Jean về việc cô phải dọn ra ngoài. Jean bật lại rằng cô đã sẵn sàng dọn đi. Sáng hôm sau, cô mang theo Griff và rời đi để ở lại với Nina, và qua lời giải thích của Nina, Jean  cuối cùng đã hiểu được tính cách cộc cằn và cay đắng của Einar.
Griff, khi này đã có tình cảm với ông nội mình qua những ngày tiếp xúc, đã rời bỏ Jean và quay trở lại trang trại một mình. Einar gặp Jean tại quán ăn nơi cô làm việc và bảo cô quay lại sống cùng ông và Mitch, sau khi Einar và cháu gái Griff đi cắm trại cùng nhau.
"Chuyến đi cắm trại" thật là một câu chuyên dựng lên để nhằm cho phép hai ông cháu có thời gian thực hiện yêu cầu từ Mitch để giải thoát cho con gấu đã từng khiến ông bị thương nặng. Kế hoạch đưa con gấu vào lồng vận chuyển không diễn ra suôn sẻ. Trong lúc thực hiện kế hoạch, Griff vì hơi sợ nên vô tình ngã người ra sau làm cần gạt số sang vị trí trung lập trong khi Einar đang dụ con gấu vào lồng. Chiếc xe di chuyển khiến Einar mất thăng bằng và ngã xuống bị thương. Con gấu vùng lên tấn công Einar nhưng Griff nhanh trí bấm còi xe đánh động con gấu khiến nó bỏ chạy. Sau đó, Griff chở Einar đến bệnh viện, và ở đó ông và Jean đã làm lành lại với nhau. Trong khi đó ở trang trại, Mitch gặp lại con gấu, nhưng con gấu chỉ gầm lên rồi bỏ đi. Nó đi vào núi, nơi nó thuộc về.
Trong khi đó, Gary trở lại khu vực này và đến trang trại vào ngày hôm sau để bắt Jean. Gã và Einar có một cuộc đối đầu dữ dội, kết thúc bằng việc Einar đe dọa Gary bằng khẩu súng trường của mình, trước khi cho gã ra một trận nhừ tử. Gary, bị đập tả tơi và kiệt sức, rời đi trên một chiếc xe buýt Trailways khi nó di chuyển qua Nebraska.
Trong cảnh cuối cùng, Einar nói chuyện trìu mến với một trong những con mèo của mình, mà nào giờ ông lạnh lùng phớt lờ. Griff mời Cảnh sát trưởng Curtis vào ăn trưa khi anh ghé qua gặp Jean (trước đó Griff biết mẹ cô đang đùa giỡn tình cảm với anh ta, nên ngay từ đầu mới gặp đã bảo anh ta không nên ở lại cùng ăn trưa). Mọi chuyện cuối cùng cũng êm đêm khi ở những giây cuối cùng của phim, Mitch kể cho Einar rằng ông mơ bay vượt ra khỏi trái đất và hiểu ra những điều về cuộc sống.

## Diễn viên
- Robert Redford trong vai Einar Gilkyson
- Jennifer Lopez trong vai Jean Gilkyson
- Morgan Freeman trong vai Mitch Bradley
- Josh Lucas trong vai cảnh sát trưởng Crane Curtis
- Lynda Boyd trong vai Kitty
- Damian Lewis trong vai Gary Winston
- Camryn Manheim trong vai Nina
- Becca Gardner trong vai Griff Gilkyson
- Trevor Moss trong vai Griffin Gilkyson (trong hồi tưởng)
- Bart the Bear 2 trong vai Gấu

## Sản xuất
Tuy trong phim lấy bối cảnh ở Wyoming, phim thực sự được quay ở các thị trấn Ashcroft, Savona và Kamloops, British Columbia của Canada .

## Phát hành

### Đánh giá
Các nhận xét về bộ phim được đánh giá hay dở xen kẽ. Phim  được sự đồng thuận 52% trên trang tổng hợp phê bình Rotten Tomatoes, dựa trên 142 bài phê bình với điểm đánh giá trung bình là 5,80 / 10. Sự đồng thuận phê bình của trang web cho biết: "Một câu chuyện về các thành viên gia đình đã tan rã khao khát chiều sâu cảm xúc thực sự, An Unfinished Life lơ lửng giữa những tình thân được thể hiện quá đà và những khoảnh khắc thân mật thực sự." 

### Doanh thu
An Unfinished Life bắt đầu không mấy thành công; nó mở màn ở vị trí thứ 16 trong tuần mở màn phát hành hạn chế với doanh thu 1,008,308 đô la. Trong tuần thứ hai, với việc phát hành rộng rãi hơn, bộ phim đã vươn lên ở vị trí thứ 11 với 2.052.066 đô la. Mặc dù có kinh phí 30 triệu đô la, bộ phim chỉ thu được 18.618.284 đô la trên toàn thế giới vào thời điểm kết thúc.

### Giải thưởng
Bộ phim đã giành được giải thưởng Hóa trang xuất sắc nhất từ  Network of Makeup Artists (Jayne Dancose), và nó đã giành được Giải thưởng Genesis là phim hay nhất năm 2005.

## Liên kết
- Website chính thức
- An Unfinished Life trên Internet Movie Database
- An Unfinished Life tại AllMovie
- An Unfinished Life tại TCM Movie Database
- An Unfinished Life tại American Film Institute Catalog
- An Unfinished Life tại Box Office Mojo
- An Unfinished Life tại Rotten Tomatoes